# (사)별의친구들
(사)별의친구들은 서울특별시 영등포구 당산동6가 345-3(선유로54길 13 성연빌딩 1-5층)에 있는 대안학교로, 교장은 김현수, 사무국장은 육미라이다. 연령에 따라 만 15세에서 19세는 성장학교 별, 만 20세에서 24세는 스타칼리지, 만 25세에서 39세는 청년행복학교 별로 나뉘어 있다.

## 웹사이트
홈페이지

## 블로그
블로그

## 유튜브 채널
유튜브

## 인스타그램
인스타그램

## 페이스북
페이스북